# Markt Wald

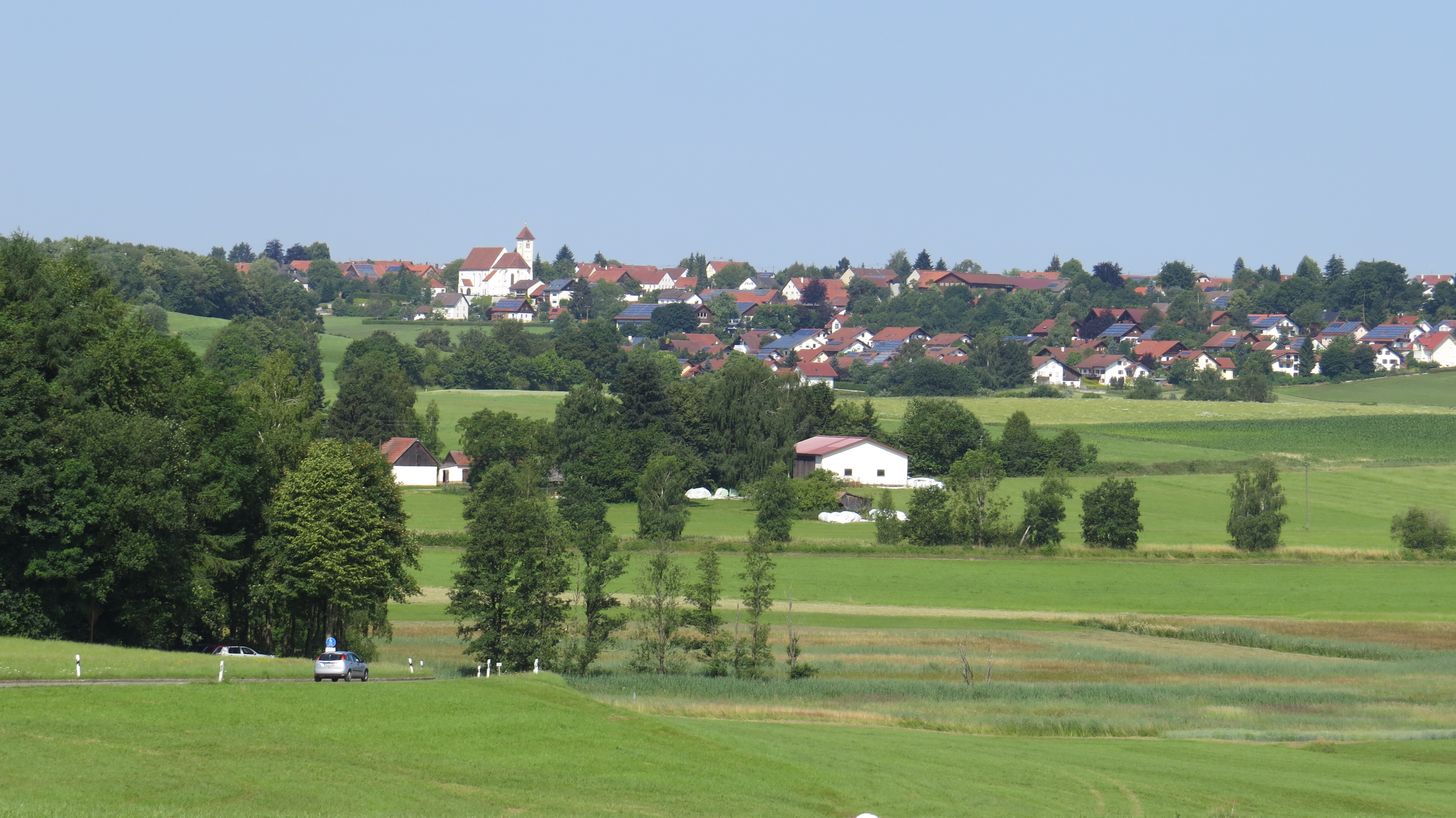
Markt Wald von Osten

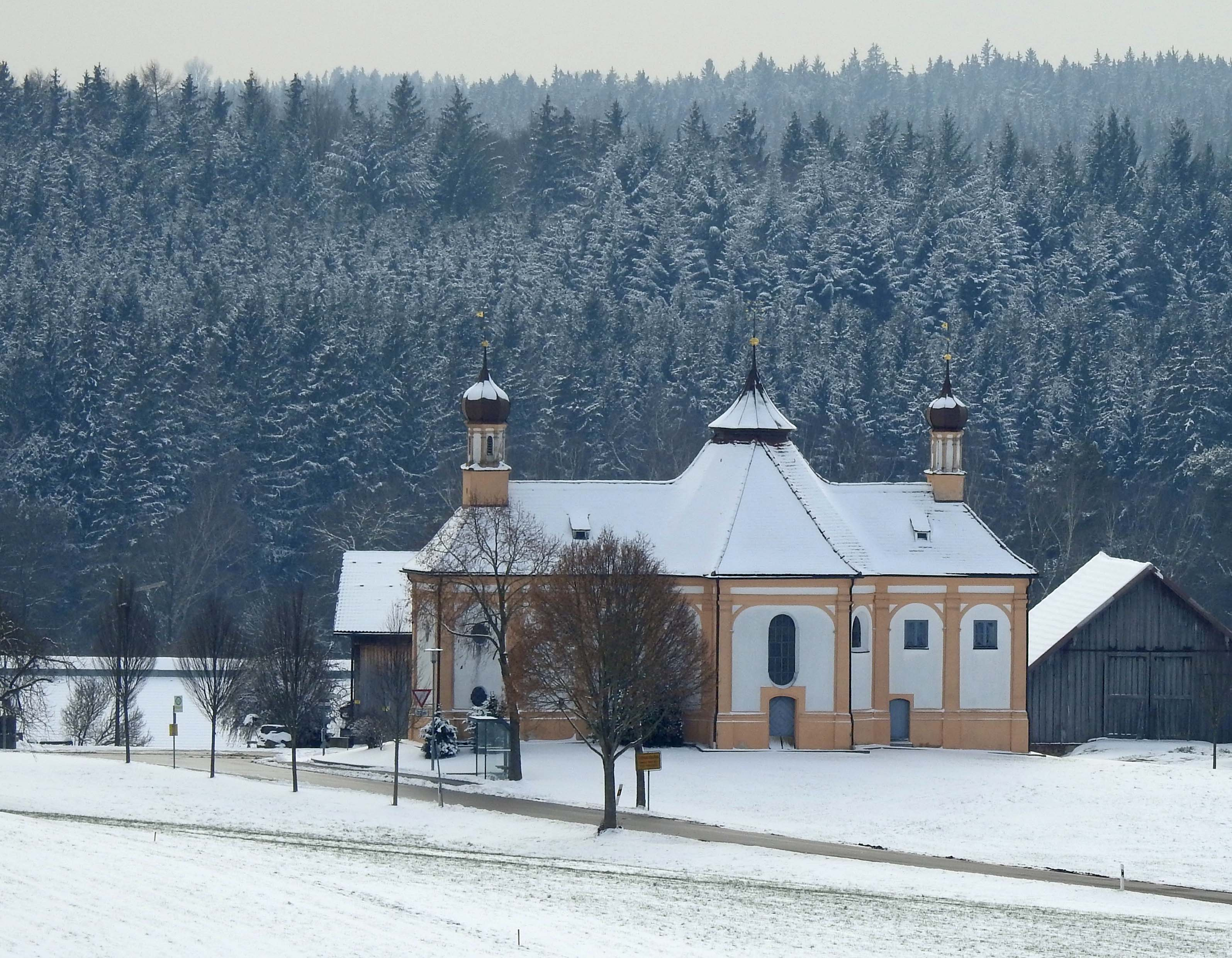
Kapelle St. Antonius von Padua in Schnerzhofen von Norden

Markt Wald ist ein Markt im schwäbischen Landkreis Unterallgäu.

## Geografie

### Lage
Markt Wald liegt etwa 45 Kilometer östlich von Memmingen in der Region Donau-Iller in Mittelschwaben.

### Gemeindegliederung
Die Gemeinde hat 7 Gemeindeteile (in Klammern ist der Siedlungstyp angegeben):
- Anhofen (Dorf)
- Bürgle (Weiler)
- Immelstetten (Pfarrdorf)
- Markt Wald (Hauptort)
- Oberneufnach (Dorf)
- Schnerzhofen (Kirchdorf)
- Steinekirch (Kirchdorf)

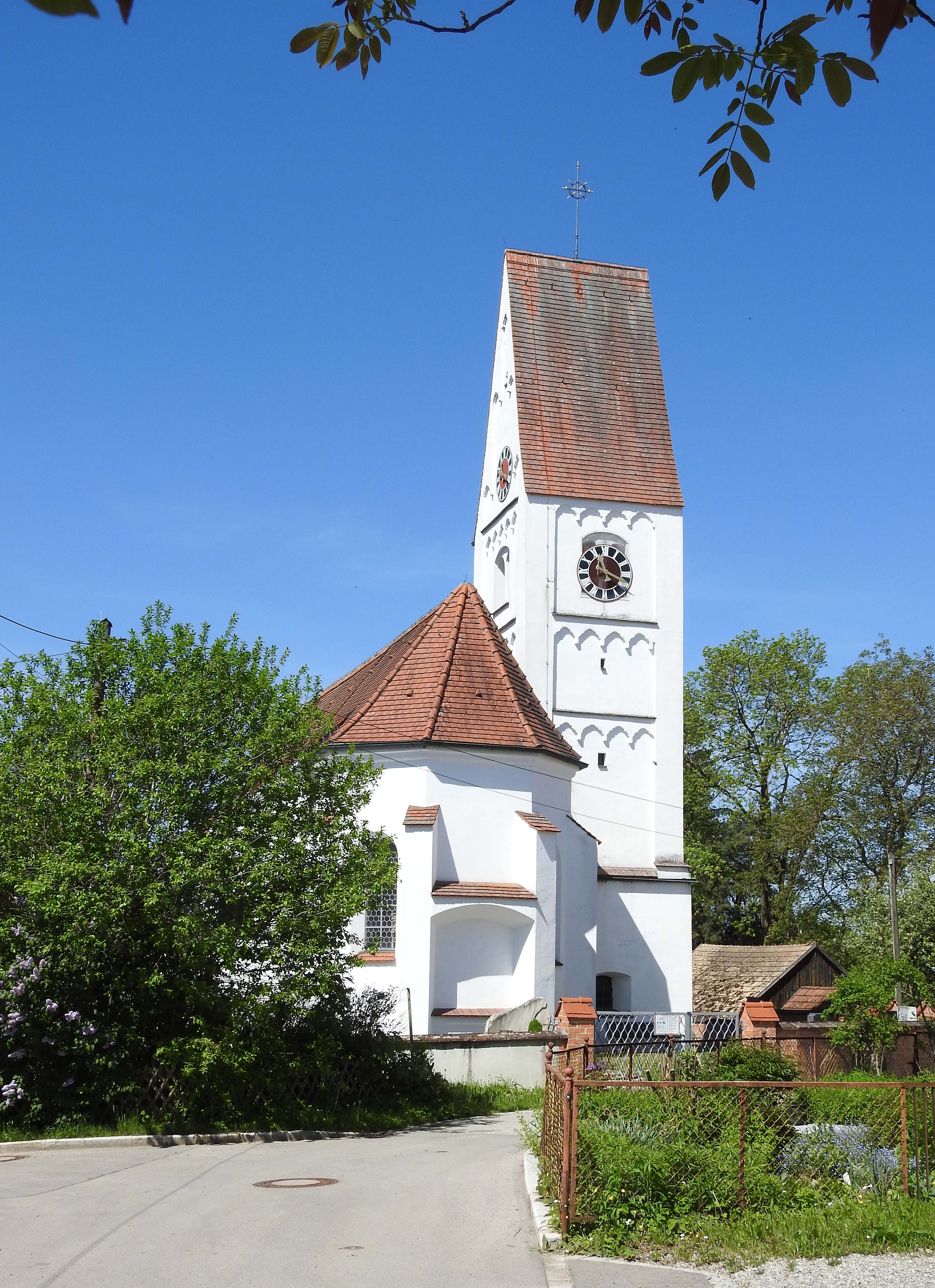
St. Ulrich in Steinekirch

Das Gemeindegebiet besteht aus den Gemarkungen Markt Wald, Anhofen, Immelstetten und Oberneufnach.

### Gewässer im Gemeindebereich
Das Hauptgewässer ist die von Süden nach Norden fließende Zusam. Diese mündet bei Donauwörth in die Donau. Die Neufnach ist ebenfalls ein kleiner Fluss, der bei Fischach in die Schmutter mündet.
Ferner gibt es im Gemeindegebiet noch kleinere Bäche und Gräben. In die Zusam münden (von Süd nach Nord): die Mittelzusam, der Segelbach, der Kirchbach, der Hungerbach (Mündung in die Zusam in Immelstetten) und der Zenkenbach (Mündung in die Zusam in Immelstetten). Weitere Zuflüsse zu Zusam und Neufnach sind vorhanden. Der Schweinbach verläuft ebenfalls in Süd-Nord-Richtung und mündet bei Münster ebenfalls direkt in die Schmutter.
Größter See ist der Schnerzhofer Weiher. Ferner gibt es den Bürgler Badesee, das Zaisertshofer Loch (als Quellgebiet eines Baches zur Zusam) sowie weitere Weiher und Teiche.

## Geschichte

### Bis zum 19. Jahrhundert
Der heutige Ort Wald war seit 1660 als „Irmatshofen auf dem Wald“ Herrschaft. Gemeinsam mit dem Ortsteil „Soler“ bildet Irmatshofen heute den Marktflecken „Markt Wald“. Diese Bezeichnung setzt sich schon im frühen 18. Jh. durch. Seit 1660 gehörte Markt Wald dem Fürsten Fugger-Babenhausen. Mit der Rheinbundakte 1806 kam der Ort zum Königreich Bayern. Die Fürsten Fugger hatten aber bis 1848 wichtige Reservatrechte.

### Namensänderung
Am 28. November 1901 wurde der Gemeindename amtlich von Wald in Markt Wald geändert.

### Eingemeindungen
Im Zuge der Gebietsreform wurden am 1. Mai 1978 die Gemeinden Anhofen, Immelstetten und Oberneufnach eingegliedert.

### Einwohnerentwicklung
| Jahr      | 1961 | 1970 | 1987 | 1995 | 2000 | 2005 | 2010 | 2015 | 2020 |
| Einwohner | 1965 | 1986 | 2023 | 2175 | 2274 | 2319 | 2278 | 2206 | 2177 |

Zwischen 1988 und 2018 wuchs die Gemeinde von 2033 auf 2184 um 151 Einwohner bzw. um 7,4 %.

## Politik

### Gemeinderat
Seit der vergangenen Kommunalwahl am 15. März 2020 mit einer Wahlbeteiligung von 74,74 % setzt sich der Gemeinderat folgendermaßen zusammen:
| Partei/Liste                           | Stimmenanteil | Sitze |
| CSU / Parteilose Bürger                | 46,4 %        | 7     |
| Freie Wähler e. V.                     | 31,9 %        | 4     |
| Grüne und Naturnahe Bürgergemeinschaft | 12,9 %        | 2     |
| Junge Wähler Union                     | 8,8 %         | 1     |

### Bürgermeister
Erster Bürgermeister ist Christian Demmler (CSU). Dieser wurde in der vergangenen Kommunalwahl am 24. Januar 2024 mit 95,3 % der Stimmen erfolgreich gewählt. Es gab keinen Gegenkandidaten.
- Helmut Hartmann 1978–1980
- Erwin Baumeister 1980–1996
- Helmut Hartmann 1996–2002
- Walter Wörle 2002–2014
- Peter Wachler 2014–2023
- Christian Demmler 2023–heute

### Wappen
| Wappen Markt Wald | Blasonierung: „Gespalten von Blau und Gold; vorne ein bewurzelter goldener Tannenbaum, hinten eine blaue heraldische Lilie.“ |
| Wappen Markt Wald | Wappenbegründung: Die Tanne soll den heutigen Gemeindenamen und früheren, bis etwa 1600 gebräuchlichen, Ortsnamen „Irmatshofen auf dem Wald“ als „redendes“ Wappensymbol versinnbildlichen. Die Lilie und die Farben Blau und Gold stehen für das Haus Fugger-Babenhausen, das 1549 Irmatshofen zu seinem Herrschaftsbereich erworben hatte. Das Wappen wurde vom Münchner Heraldiker Emil Werz gestaltet und wurde am 23. August 1951 durch Bescheid des Bayerischen Staatsministeriums des Innern genehmigt. |

### Flagge
Die Flagge wurde am 23. August 1988 durch Bescheid der Regierung von Schwaben genehmigt. Die Flagge ist gelb-blau gestreift mit aufgelegtem Gemeindewappen.

## Sehenswürdigkeiten
- Fuggerschloss
- Christoph-Scheiner-Turm

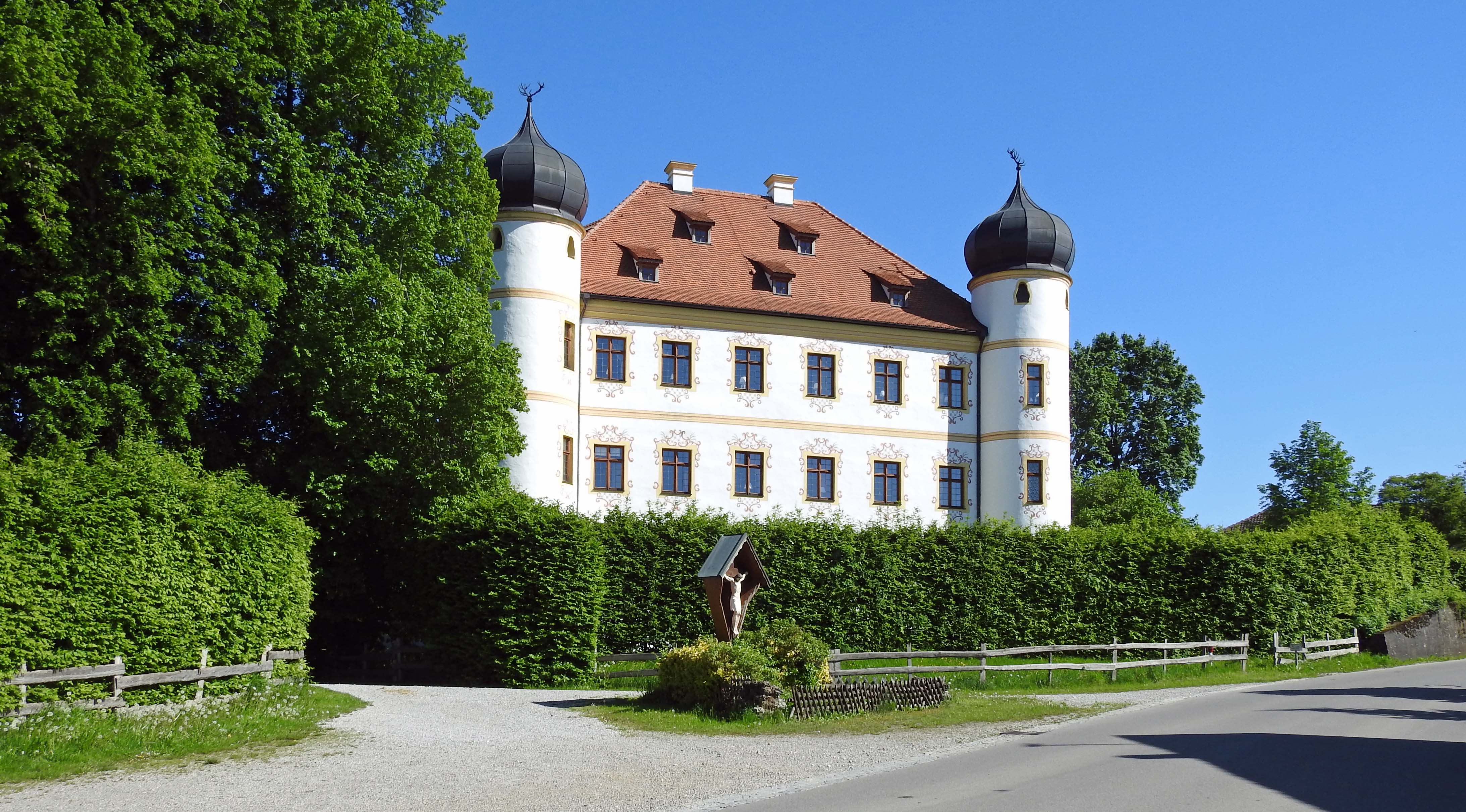
Schloss Markt Wald von Norden

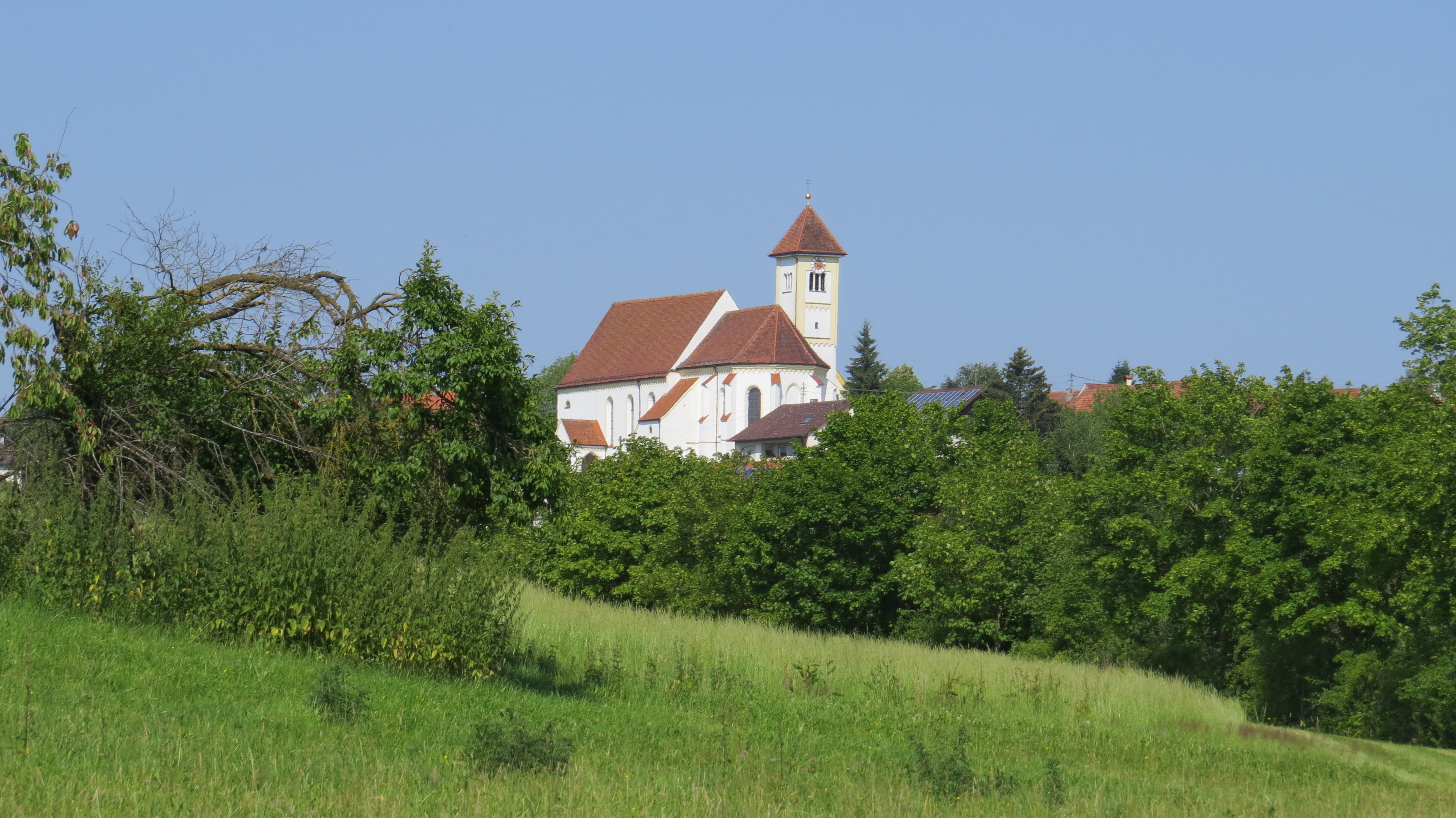
Pfarrkirche Mariä Himmelfahrt

- St. Antonius von Padua (Schnerzhofen)
- Pfarrkirche Mariä Himmelfahrt
- Zusamquelle
- Schnerzhofer Weiher

## Wirtschaft und Infrastruktur

### Wirtschaft
Es gab 2016 im Bereich der Land- und Forstwirtschaft zwölf, im produzierenden Gewerbe 156 und im Bereich Handel und Verkehr keine sozialversicherungspflichtig Beschäftigten am Arbeitsort. In sonstigen Wirtschaftsbereichen waren am Arbeitsort acht Personen sozialversicherungspflichtig beschäftigt. Sozialversicherungspflichtig Beschäftigte am Wohnort gab es insgesamt 922. Im verarbeitenden Gewerbe gab es keinen, im Bauhauptgewerbe fünf Betriebe. Im Jahr 2010 bestanden zudem 49 landwirtschaftliche Betriebe mit einer landwirtschaftlich genutzten Fläche von insgesamt 1422 ha.

### Verkehr
Markt Wald hat einen Bahnhof an der Bahnstrecke Gessertshausen–Türkheim. Heute enden die an Wochenenden von Augsburg Hbf verkehrenden Ausflugszüge sowie der Güterverkehr in Markt Wald. Der Personenverkehr auf dem weiteren Streckenabschnitt (7,1 km) nach Ettringen wurde bereits 1982 eingestellt. Über eine von den Anliegergemeinden befürwortete Reaktivierung wird seit längerem diskutiert.

### Bildung
Im Jahr 2017 gab es folgende Einrichtungen:
- Ein Kindergarten mit 74 genehmigten Plätzen und 57 betreuten Kindern
- Eine Volksschule mit fünf Lehrern und 68 Schülern

## Telekommunikation
1991 errichteter, 115 Meter hoher Fernmeldeturm der Deutschen Telekom AG vom Typ FMT 15 bei 48° 7′ 43″ N, 10° 34′ 21,7″ O

## Persönlichkeiten
- Christoph Scheiner (1573/75–1650), Jesuit, Astronom und Mathematiker[11]
- Paula Banholzer (1901–1989), Freundin von Bertolt Brecht und Mutter von Frank Banholzer